# Potenciometr

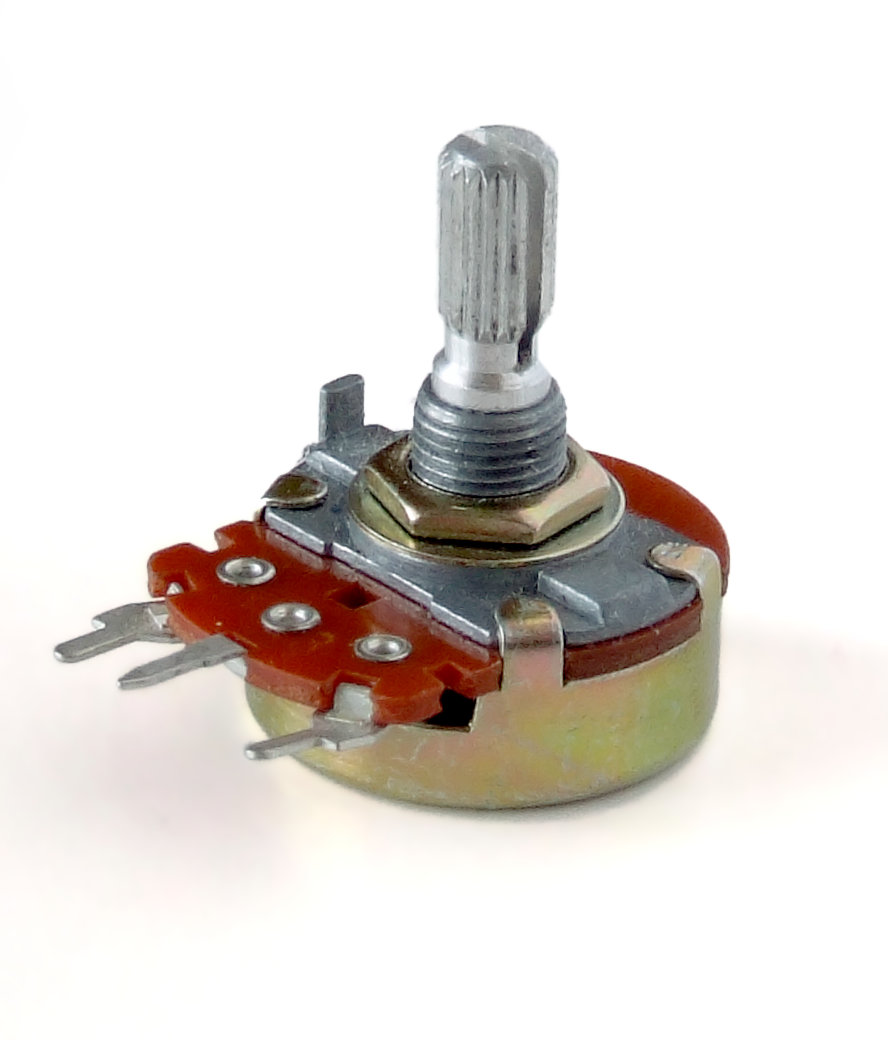
klasický otočný potenciometr

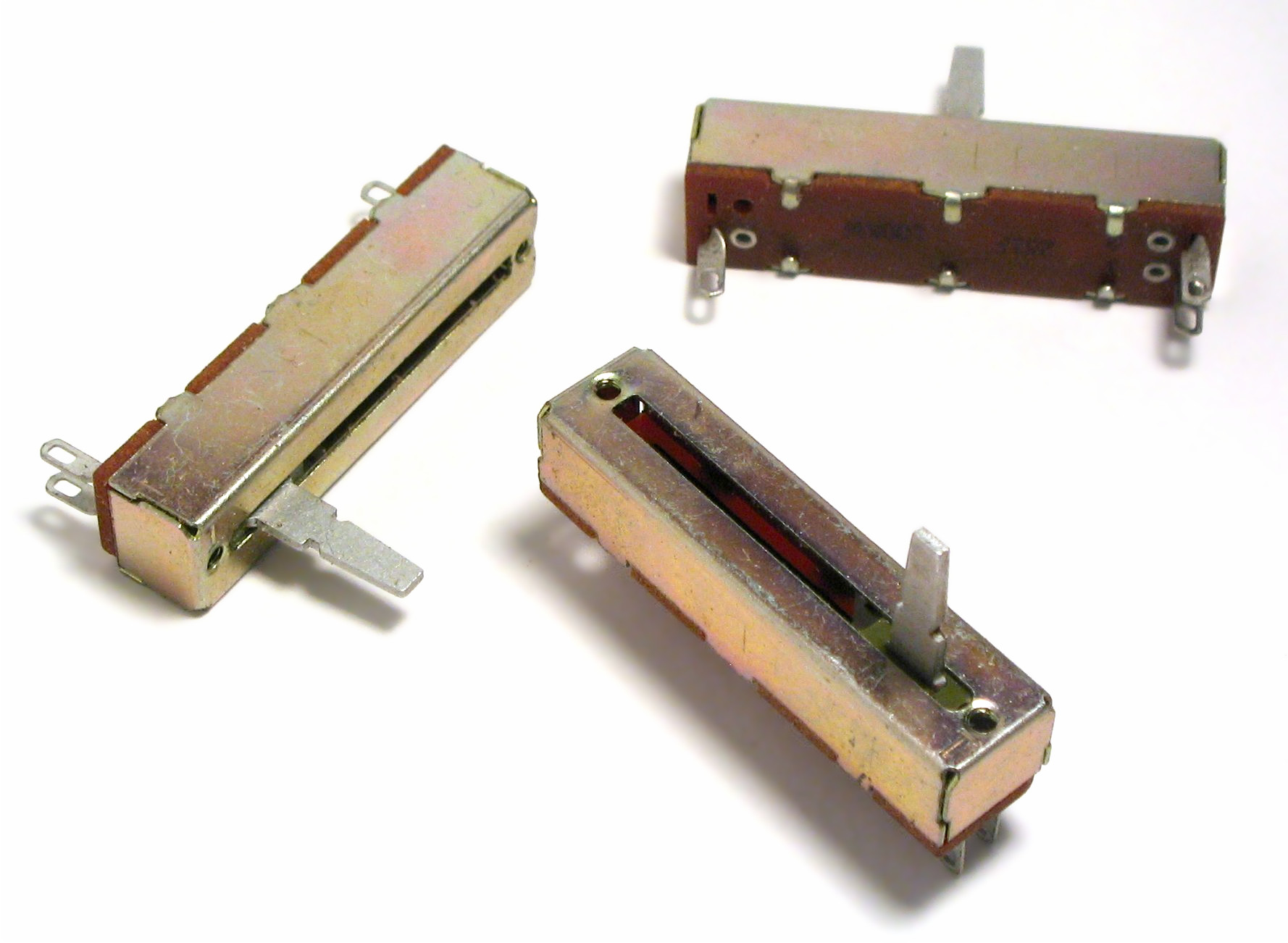
posuvné potenciometry

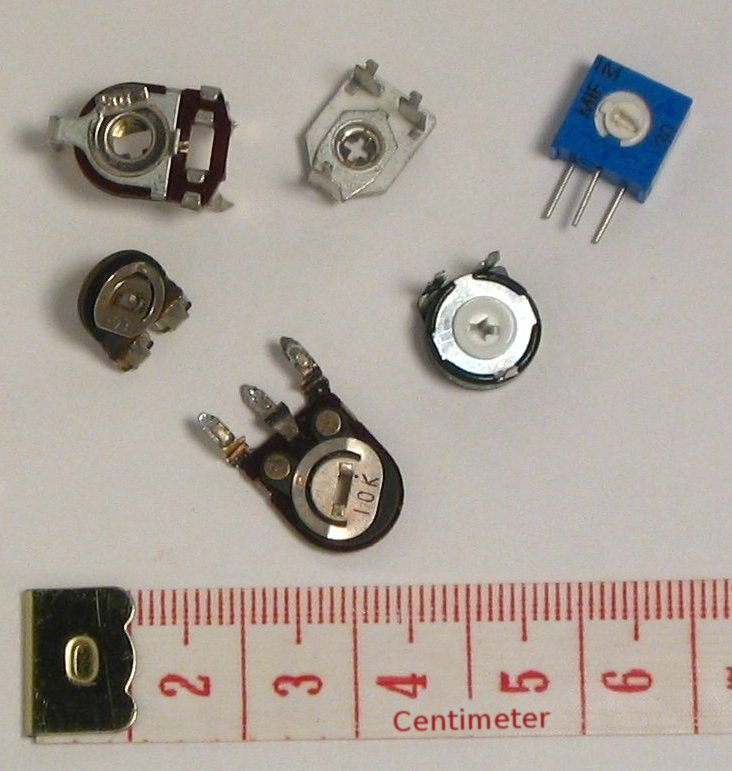
sada odporových trimrů

Schematická značka

Potenciometr je elektrotechnická součástka, která slouží jako regulovatelný odporový napěťový dělič. Používá se k přímému řízení elektronických zařízení (například audio a video technika), někdy též jako snímač.

## Konstrukce
Nejjednodušší potenciometr se skládá z odporové dráhy, po níž se ovládacím prvkem pohybuje jezdec. Pokud je tento jezdec na otáčivé ose, mluvíme o otočném potenciometru, pokud je jezdec posuvný lineárně, mluvíme o tahovém potenciometru.
Odporová vrstva je obvykle realizována vrstvou uhlíku, ale používají se i potenciometry s kovovou vrstvou, odporovým drátem nebo vodivým plastem. Odporová hmota bývá nanesena na vhodné podložce (plast, tvrzený papír, pro vysoké nároky keramika), také může být tvořena hmotou, vlisovanou do drážky v podložce nebo výliskem z odporového materiálu. V případě drátových potenciometrů bývá drát navinut na těleso vhodného tvaru (tyč, trubka, pruh izolantu) ať už přímého tvaru, nebo svinutého do části kruhu či spirály.
Jezdec bývá tvořen jedním nebo více kovovými perky, výliskem z elektrografitu, vodivého plastu apod.

## Použití
Podle oblasti upotřebení může mít odporová dráha různé provedení. Existují lineární potenciometry (označeny písmenem B, dříve N), u nichž má odporová dráha po celé délce lineární přírůstek odporu.
Pokud je potenciometr používán pro regulaci hlasitosti zvuku, mívá odpor dráhy logaritmický průběh, aby byla regulace přizpůsobena subjektivní citlivosti sluchu. Těmto potenciometrům se říká logaritmické potenciometry (označeny písmenem A, dříve G).
Vyrábějí se i další průběhy drah pro různé charakteristiky ovládání, např. exponenciální (označeny písmenem C, dříve E), logaritmické s různým rozsahem regulace, s potlačenou částí dráhy (kolem středu nebo počátků) apod.
Pokud chybí na pouzdru označení typu, je dobré si potenciometr proměřit v celém jeho rozsahu.
Pro některé účely bývají vyvedeny kromě konců odporové dráhy i některé její další body, např. střed (potenciometry pro některé ekvalizéry), různé úseky (čtvrtina, třetina apod.) pro fyziologickou regulaci hlasitosti aj. U různých výrobců se používají různé systémy značení průběhu drah, obvykle písmenem nebo skupinou číslic a písmene. Systém značení není jednotný a může v některých případech vést snadno k záměně průběhu, v některých případech jsou stejná písmena použita pro odlišné průběhy drah, nebo jsou shodné průběhy u různých výrobců označeny různým kódem.
Ve stereofonní technice, kde jsou regulovány současně oba kanály zároveň, se používají tandemové potenciometry. Jedná se o dva stejné potenciometry se společným ovládáním. Pro vícekanálové zařízení a hlavně speciální účely se vyrábějí i s více než dvěma drahami ovládanými zároveň.
Pro různé účely se vyrábějí dvojité potenciometry. Terminologie není u všech výrobců stejná, bylo by lépe tuto skupinu označit jako sdružené. Mají více odporových drah, ovládaných např. 2 nebo 3 koncentricky umístěnými hřídeli, nebo jedním hřídelem s možností ovládání drah jednotlivě (popř. po skupinách) při povytažení hřídele nebo zatlačení. Toho se používalo u miniaturizované audiotechniky, zvláště u autorádií, kde jedním potenciometrem se 2 soustřednými hřídelemi bylo možné ovládat např. 4 funkce.
Potenciometr může být vybaven i spínačem nebo přepínačem – u otočných vybaveno v krajní poloze nebo ovládáno tahem či tlakem na hřídel – velmi oblíbené u radiopřijímačů ve 40.–70. letech minulého století), nebo tlačítkem. U tahových se pro zvláštní účely podobné spínače taky vyskytují, např. v jedné krajní poloze (tzv. funkce "on fader start"), nebo v prostřední poloze (indikace polohy – při nule uprostřed). Tyto spínače mohou být tvořeny segmentem odporové dráhy a jezdcem, nebo montáží mikrospínačů či optických závor.
Podle účelu použití se potenciometry vyrábějí v různých mechanických provedeních a kvalitě. U tahových (posuvných) existují různé délky provedení, různé jakostní třídy, různé provedení vlastních těles dle toho, jak to který výrobce vyrábí. Obdobné rozdíly jsou u otočných potenciometrů, liší se tvarem a rozměry tělesa, provedením hřídelů, možným úhlem natočení (obvykle kolem 270–300 st.), životností a mnoha dalšími vlastnostmi. Nejobvyklejší typy potenciometrů bývají u různých výrobců mechanicky shodné nebo velmi podobné, což umožňuje jejich záměny v zařízeních.
Pro účely snímání polohy a úhlu (např. v automatizační technice) se vyrábějí potenciometry a potenciometrické snímače v provedeních, přizpůsobených daným účelům. Mívají jakostnější ložiska hřídelů, často podstatně vyšší životnost, odolnost proti opotřebení, nepříznivému prostředí (prach, vlhko, střídání teplot, chemické vlivy apod.) a konstrukční spolehlivost. Pro některé účely mohou být vybaveny několika odporovými drahami a jezdci, aby byla vyloučena chyba při poruše jedné části, nebo aby byla definována jednoznačně poloha hřídele.
Pro velmi přesná nastavování hodnot se vyrábějí tzv. spirálové víceotáčkové potenciometry, často v ČR známé pod označením Aripot (výrobcem těchto potenciometrů byla Aritma – pod označením Aripot ovšem existovaly i jiné potenciometry, nejen víceotáčkové). U těch je obvykle potřeba, pro přemístění jezdce z jedné krajní polohy do druhé, 10 nebo 5 otáček hřídele. Tyto potenciometry se často vybavují speciálními stupnicemi, na kterých je zřetelné, jaká hodnota je nastavena (stupnice kromě dělení dílků po obvodu obsahuje jednoduchý mechanismus počítání otáček). Víceotáčkové potenciometry mohou být i odlišného provedení než spirálové, např. obdoba tahového provedení, kde je jezdec posouván závitem na otáčejícím se hřídeli.
Od funkčně podobného odporového trimru se potenciometr liší tím, že je určen k častému ovládání uživateli a jeho ovládání je vyvedeno ven. Trimr je obvykle určen k nastavení parametrů, které uživatel nemění, proto je jej možno nastavit pouze po rozebrání přístroje.